# Drassodes canaglensis
Drassodes canaglensis es una especie de araña araneomorfa del género Drassodes, familia Gnaphosidae. La especie fue descrita científicamente por Caporiacco en 1927.
La longitud del prosoma de la hembra es de 4 milímetros. La longitud de su cuerpo es de 9,5 milímetros. La especie se distribuye por Europa: Italia.